# Kalniszka guzkonóg
Kalniszka guzkonóg (Phimodera humeralis) – gatunek pluskwiaka z podrzędu różnoskrzydłych i rodziny żółwinkowatych. Zamieszkuje Europę i zachodnią Syberię.

## Taksonomia

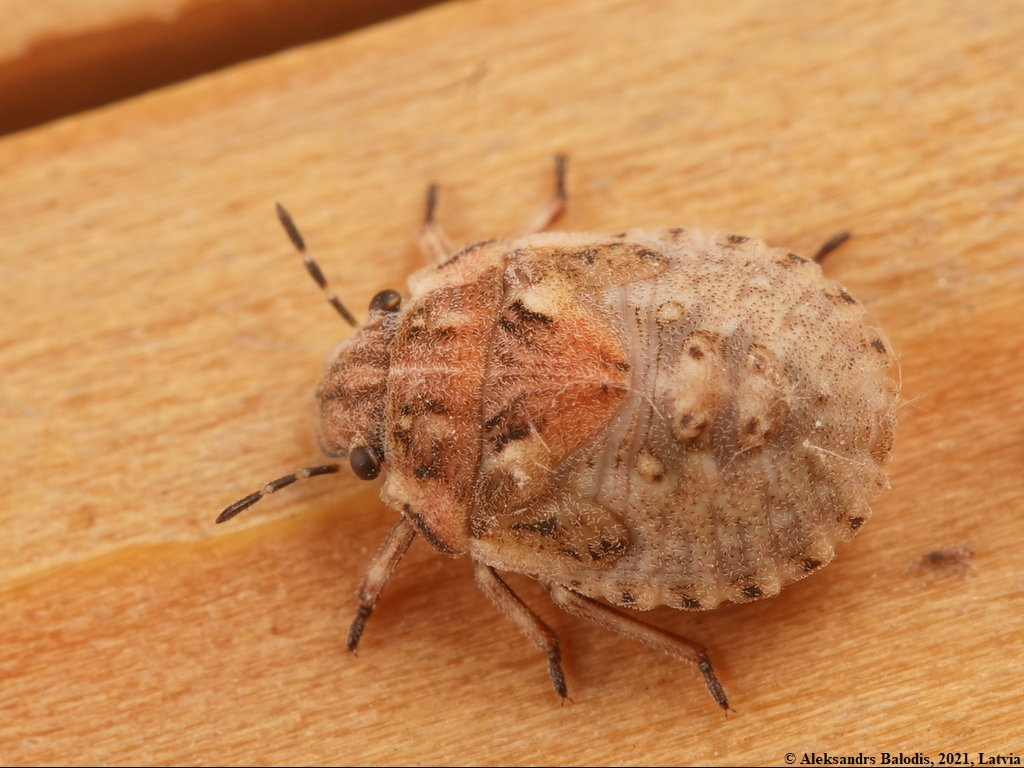
Larwa

Gatunek ten opisany został po raz pierwszy w 1823 roku przez Johana Wilhelma Dalmana pod nazwą Tetyra humeralis. Jako miejsce typowe wskazano Halland w Szwecji. Później opisywali go niezależnie: Hermann Burmeister w 1835 roku jako Podops nodicollis, Gottlieb August Wilhelm Herrich-Schäffer w 1837 roku jako Podops galgulinus oraz Samuel Peter Schilling w 1843 roku jako Scutellera sellata.  W 1904 roku Henri Schouteden wyznaczył go pod nazwą wprowadzoną przez Herricha-Schäffera gatunkiem typowym rodzaju Phimodera.

## Morfologia
Pluskwiak o krótkim i stosunkowo szerokim ciele długości od 5 do 7 mm. Ubarwienie ma bardzo zmienne. Najczęściej wierzch ciała jest białawy, szarobiały lub żółtoszary z ciemniejszym wzorem, ale bywa nawet niemal całkiem czarny z żółtobrązowymi plamami na tarczce. Oskórek pokryty jest gęstym punktowaniem oraz słabo zaznaczonym, krótkim, szarym owłosieniem. Głowa ma obrys czworokątny z silnie wystającymi ku bokom, umieszczonymi na szypułkach oczami złożonymi. Szerokość oka złożonego jest nie mniejsza niż odległość między nim a przyoczkiem oraz od 4 do 5 razy mniejsza niż odległość między nim a drugim okiem złożonym. Policzki są dłuższe od nadustka i mają wierzchołki odgięte ku górze, w widoku bocznym wystające poza górny zarys głowy. Przedplecze ma brzegi tylno-boczne zwykle wyraźnie wcięte, wskutek czego jego boczne naroża zdają się mocno wystawać. Za głową przedplecze formuje wyraźny kołnierz. Tarczka zakrywa niemal cały odwłok. Listewki brzeżne odwłoka mają w tylno-bocznych narożach segmentów widoczne z góry, odstające guzki. Odnóża co najmniej w przypadku trzeciej pary cechują się krętarzami zaopatrzonymi w guzki lub wyrostki, niekiedy pozakrzywiane.

## Ekologia i występowanie

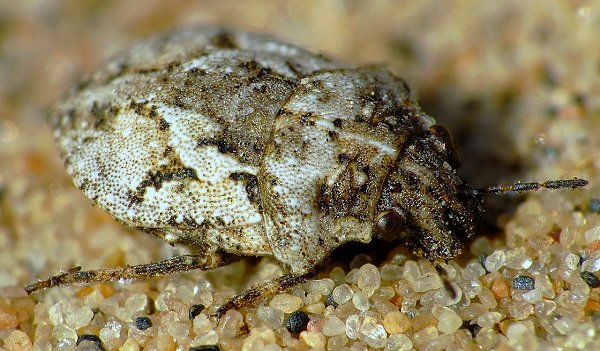
Imago w środowisku naturalnym

Owad ten zasiedla śródlądowe i nadmorskie wydmy, piaszczyste murawy oraz piaszczyste pobrzeża lasów. Pędzi skryty tryb życia. Bytuje pod i w pobliżu różnych gatunków roślin z rodzin turzycowatych i wiechlinowatych. Żeruje na korzeniach i opadłych na glebę nasionach. Aktywne osobniki dorosłe obserwuje się od marca. Od tego miesiąca do maja odbywają się kopulacje. Larwy obserwuje się od maja do września. Postacie dorosłe nowego pokolenia zaczynają się pojawiać w drugiej połowie lipca i stanowią stadium zimujące.
Gatunek palearktyczny o rozsiedleniu eurosyberyjskim. W Europie znany jest z Hiszpanii, Francji, Holandii, Niemiec, Austrii, Włoch, Szwecji, Finlandii, Estonii, Łotwy, Litwy, Polski, Czech, Słowacji, Węgier, Białorusi, Ukrainy, Rumunii, Bułgarii, Słowenii, Czarnogóry, Serbii oraz europejskiej części Rosji. W Azji stwierdzono jego występowanie w Kazachstanie i na zachodniej Syberii.
W Polsce jest gatunkiem rzadkim i nielicznym, ale najczęściej spotykanym z rodzaju kalniszka. Na „Czerwonej liście gatunków zagrożonych Republiki Czeskiej” umieszczony jest jako gatunek regionalnie wymarły (RE).